# Хрковце
Хрковце (слч. Hrkovce) насељено је мјесто са административним статусом сеоске општине (слч. obec) у округу Љевице, у Њитранском крају, Словачка Република.

## Становништво
| Година:    | 1994. | 2004. | 2014.    | 2024.   |
| ---------- | ----- | ----- | -------- | ------- |
| Број људи: | 0     | 321   | 285      | 280     |
| Разлика:   |       | –     | -11,21 % | -1,75 % |

| Година:    | 2023. | 2024.   |
| ---------- | ----- | ------- |
| Број људи: | 289   | 280     |
| Разлика:   |       | -3,11 % |

Према подацима о броју становника из 2011. године насеље је имало 292 становника.